# کریس آلن (بازیکن فوتبال)
کریس آلن (انگلیسی: Chris Allan؛ زادهٔ ۲۷ سپتامبر ۱۹۹۸) بازیکن فوتبال است.